# Balneário Camboriú
Balneário Camboriú este un oraș în Santa Catarina (SC), Brazilia.